# Senat de l'Imperi Romà d'Orient
El Senat de l'Imperi Romà d'Orient fou la continuació del senat romà en l'Imperi Romà d'Orient, establert al segle iv per Constantí I. Es reunia a l'edifici de Magnaura. Sobrevisqué com a institució durant diversos segles, però anà perdent rellevància fins a la seva desaparició al segle xiii.
El senat de l'Imperi Romà d'Orient estava format originalment per senadors romans que havien anat a viure a Constantinoble, així com alguns buròcrates promoguts a senadors. Constantí I oferí terres a qualsevol senador que estigués disposat a traslladar-se a l'est. Originalment, aquest senat comptava amb una autoritat similar a la dels consells municipals de ciutats importants de l'imperi, com ara Antioquia, tot i que després l'emperador Constanci II li atorgà majors funcions, passant de ser un consell municipal a una institució imperial tan poc rellevant com el senat de Roma.
Aquest senat pot definir-se més com una espècie de club social que com un òrgan prestigiós amb pes polític, cosa que feu que les famílies senatorials de Constantinoble fossin menys influents que les d'Occident.